# Famille Sréter
Sréter de Szanda (szandai Sréter en hongrois) est le patronyme d'une ancienne famille de la noblesse hongroise.

## Origine
Originaire du comté de Nógrád, en Haute-Hongrie, la famille remonte au premier quart du XVIe siècle. Elle est alors mentionnée avec les variantes Schrötter, Schretter ou Schretter de Novizolio. Ses membres ont porté le prédicat « de Wohgemuthsheim » puis « de Szanda ». Les frères János, Gáspár et Menyhért reçoivent en 1569 des lettres de noblesse du roi Maximilien avec le prédicat "de Beszterce", du nom de leur lieu de résidence en Transylvanie.

## Principaux membres
- Károly Schretter (1644°), enseignant de grec à Nagyszombat et Vienne, professeur de droit ecclésiastique puis directeur des monastères de Győr et Lőcse. On lui doit notamment « Concordia Juris Hungarici cum Jura civili et canonico in temait testamentariie et ultimat voluntatis » (Nagyszombat, 1698).
- Vilmos Sréter, conseiller de la Chambre de Pozsony et de celle de Szepes (1687).
- János II Sréter († 1714), général kuruc (Kuruc brigadéros) durant la guerre d'Indépendance de Rákóczi (1703-1711), alispán de Zólyom.
- János III Sréter, alispán du comitat de Nógrád (1733).
- Mihály I Sréter, trésorier principal (főpénztárnok) du comitat Nógrád (1762).
- Lászlo Sréter (1784-1863), juge des nobles en chef du comitat de Nógrád.
- János VI Sréter (1806-1842), publiciste, notaire en chef puis alispán de Nógrád, fils de József, magistrat (táblabíró) du comitat.
- László Sréter, alispán de Nógrád (1846), parlementaire à partir de 1848.
- Lajos Sréter, capitaine de hussard KuK, il est colonel lors de la révolution hongroise de 1848 à laquelle il participe. Grièvement blessé et persécuté, il s'enfuit en Belgique.
- Sréter Ferenc (hu) (1894-1988), pasteur luthérien.
- István Sréter (en) (1867-1942), lieutenant-général austro-hongrois, ministre de la Défense en 1920.

## Sources
- Iván Nagy: Magyarország családai: Czimerekkel és nemzékrendi táblákkal, Pest, 1862
- Kislexicon